# Craterostigmus tasmanianus
Craterostigmus tasmanianus är en mångfotingart som beskrevs av Pocock 1902. Craterostigmus tasmanianus ingår i släktet Craterostigmus och familjen Craterostigmidae. Inga underarter finns listade i Catalogue of Life.